# 압축천연가스

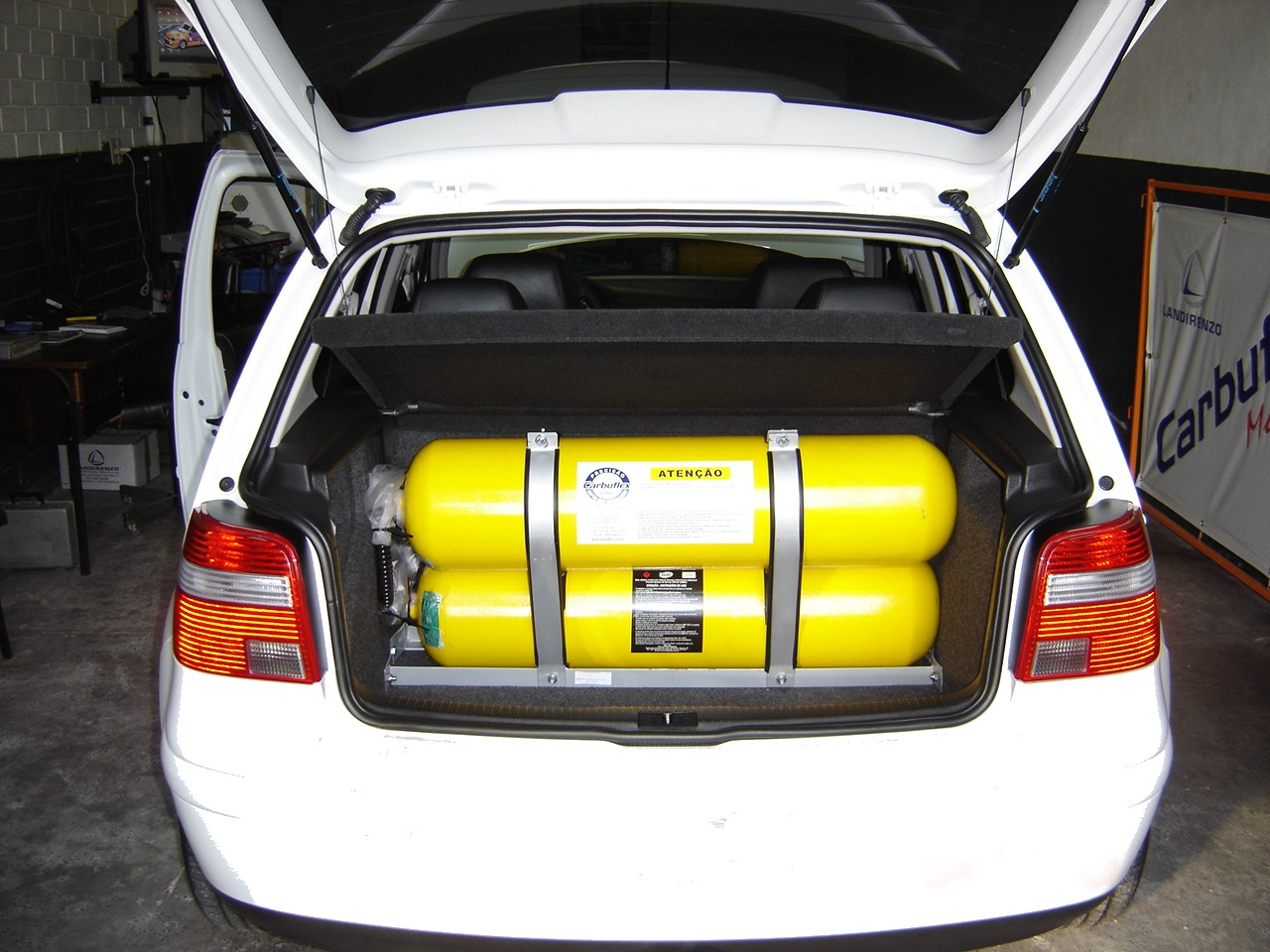

압축천연가스(Compressed Natural Gas, CNG)는 운반의 용이성을 위해 천연가스를 압축한 것이다. CNG는 경유(Diesel)와 비슷한 성격을 갖고 있기 때문에, 현재 버스나 청소차 등의 대형차량에 CNG가 이용되고 있다.

## 주요 사건 및 사고
- 대한민국 : 서울 행당동 버스 폭발 사고
- 중화인민공화국 : 청두 시내버스 방화 사건

## 같이 보기
- 액화천연가스
- 액화석유가스